# Bifenile 2,3-diossigenasi
La bifenile 2,3-diossigenasi è un enzima appartenente alla classe delle ossidoreduttasi, che catalizza la seguente reazione:
bifenile + NADH + H+ + O2 ⇄ (1S,2R)-3-fenilcicloesa-3,5-diene-1,2-diolo + NAD+
L'enzima richiede Fe2+. Quello che deriva da Burkholderia fungorum LB400 (precedentemente Pseudomonas sp.) è parte di un sistema a più componenti costituito da una NADH:ferredossina ossidoreduttasi (FAD come cofattore), una ferredossina di tipo Rieske [2Fe-2S], una ossigenasi finale che contiene un centro ferro-zolfo di tipo Rieske [2Fe-2S] ed un centro ferro catalitico mononucleare non eme. Bifenili sostituiti con cloro possono essere substrati. Questo enzima risulta simile ai sistemi a tre enzimi della benzene 1,2-diossigenasi (numero EC 1.14.12.3) e della toluene diossigenasi (numero EC 1.14.12.11).